# Le Dernier Seigneur du temps
Le Dernier Seigneur du temps est le 13e et dernier épisode de la troisième saison de la deuxième série de la série télévisée britannique Doctor Who et conclut l'arc en trois parties commencé avec Utopia.

## Accroche
Un an après les événements relatés dans l'épisode Que tapent les tambours, le Maître a conquis la Terre et asservi sa population. Il retient le Docteur prisonnier, et se prépare à déclencher une guerre avec le reste de l'univers. C'est désormais à Martha Jones de sauver à la fois le Docteur, et le monde.

## Distribution
- David Tennant : Le Docteur
- Freema Agyeman : Martha Jones
- John Barrowman : le capitaine Jack Harkness
- John Simm : Le Maître
- Adjoa Andoh : Francine Jones
- Gugu Mbatha-Raw : Tish Jones
- Trevor Laird : Clive Jones
- Reggie Yates : Leo Jones
- Alexandra Moen : Lucy Saxon
- Tom Ellis : Thomas Milligan
- Ellie Haddington : le professeur Docherty
- Tom Golding :'lad
- Natasha Alexander : femme
- Zoe Thorne, Gerard Logan, et Johnnie Lyne-Pirkis : voix des sphères